# Claudie Lange
Claudie Lange es una actriz y modelo belga, que estuvo activa principalmente en el cine italiano.
Lange ingresó a la industria del cine a los 21 años, cuando conoció a Federico Fellini durante unas vacaciones en Roma; Fellini le dio un papel secundario en Giulietta de los espíritus (1965), después de lo cual apareció en La Biblia (1966), el thriller de espías Crossplot (1969) junto a Roger Moore, y en un gran número de películas italianas de género, incluidas las películas de culto giallo La muerte camina con tacón alto (1971) y La muerte acaricia a medianoche (1972).

## Filmografía
- Gli invincibili fratelli Maciste (1964)
- II complessi, segmento Il complesso della schiava nubiana (1965)
- Giulietta de los espíritus (1965)
- Made in Italy, segmento La familia (1965)
- James Tont operazione D.U.E. (1966)
- La Biblia (1966)
- Gli amori di Angelica (1966)
- Erotes sti Lesvo (1967)
- Agente segreto 777 - Invito ad uccidere (1967)
- Flashman contra el hombre invisible (1967)
- È stato bello amarti (1967)
- Uno di più all'inferno (1968)
- Tu cabeza por mil dólares (1968)
- La ametralladora (1968)
- Una storia d'amore (1969)
- La pelle a scacchi (Il distacco) (1969)
- Crossplot (1969)
- Il divorzio (1970)
- Mazzabubù... Quante corna stanno quaggiù?  (1971)
- Quickly... spari e baci a colazione (1971)
- La muerte camina con tacón alto (1971)
- Tu fosa será la exacta... amigo  (1972)
- La muerte acaricia a medianoche (1972)
- El castigo (1973)